# Pterocephalus papposus
Pterocephalus papposus là một loài thực vật có hoa trong họ Kim ngân. Loài này được (L.) Coult. miêu tả khoa học đầu tiên năm 1823.